# عرامية الخضيري
قرية عرامية الخضيري هي إحدى القرى التابعة لمركز ديروط في محافظة أسيوط في جمهورية مصر العربية. حسب إحصاءات سنة 2006، بلغ إجمالي السكان في عرامية الخضيري 2153 نسمة، منهم 1059 رجل و1094 امرأة.